# Tête du Lion (Antarktika)
Der Tête du Lion (französisch für Löwenkopf) ist ein 36 m hohes Felsmassiv auf der Île du Lion im Géologie-Archipel vor der Küste des ostantarktischen Adélielands. Er ist die höchste Erhebung der Insel.
Französische Wissenschaftler benannten ihn deskriptiv. Die Benennung wurde allerdings 2009 offiziell zurückgezogen.